# Wilberforce Talel
Wilberforce Talel (* 10. Januar 1980 im Marakwet District) ist ein kenianischer Langstreckenläufer.

## Leben
Bei den Crosslauf-Weltmeisterschaften wurde er 2000 Fünfter und 2002 Dritter auf der Langstrecke und gewann jeweils Gold mit der Mannschaft. Ebenfalls 2002 stellte er beim Halbmarathon-Bewerb des Salzburg-Marathons mit 1:01:17 h den aktuellen Streckenrekord auf und siegte bei den Commonwealth Games in Manchester über 10.000 m. 
2003 wurde er über dieselbe Distanz Sechster bei den Leichtathletik-Weltmeisterschaften in Paris/Saint-Denis. Bei den Crosslauf-Weltmeisterschaften 2004 wurde er Zehnter, bei den Crosslauf-Weltmeisterschaften 2005 Elfter; beide Male gewann er mit dem Team Silber.
Nach einem vierten Platz beim Delhi-Halbmarathon 2005 debütierte er beim Vienna City Marathon 2007 auf der Volldistanz und wurde Siebter. Im selben Jahr wurde er Fünfter beim Portugal-Halbmarathon. 
Wilberforce Talel ist verheiratet, trainiert sich selbst und wird von Posso Sports betreut.

## Persönliche Bestzeiten
- 5000 m: 13:13,15 min, 1. August 2000, Stockholm
- 10.000 m: 27:33,60 min, 24. August 2003, Paris
- 10-km-Straßenlauf: 28:36 min, Jakarta
- Halbmarathon: 1:01:17 h, 2. Juli 2006, 28. April 2002, Salzburg
- Marathon: 2:13:35 h, 29. April 2007, Wien